# Годи (Мантова)
Годи је насеље у Италији у округу Мантова, региону Ломбардија.
Према процени из 2011. у насељу је живело 23 становника. Насеље се налази на надморској висини од 93 м.